# Coffee and Cigarettes
Ne doit pas être confondu avec Cigarettes and Coffee.
Pour plus de détails, voir Fiche technique et Distribution.
Coffee and Cigarettes est un long métrage en noir et blanc de Jim Jarmusch sorti en 2003. Il est composé de onze courts-métrages où divers acteurs sont au centre d'histoires indépendantes, sur le thème « boire du café en fumant des cigarettes », dans un lieu unique comme un bar ou un restaurant.
Le premier court-métrage de Coffee and cigarettes avec Roberto Benigni et Steven Wright est tourné en 1986 puis Jim Jarmusch a ajouté régulièrement de nouveaux « épisodes » sans pour autant penser à les regrouper un jour en un long-métrage. Le tournage s'est donc étalé entre 1986 et 2003, soit 17 ans.

## Synopsis
Les interlocuteurs discutent de sujets aussi variés que la caféine, les glaces à l'eau, Abbott et Costello, les théories du complot contre Elvis Presley, l'art de préparer le thé anglais, les inventions de Nikola Tesla, le groupe rock imaginaire Sqürl, le Paris des années 1920 ou l'utilisation de la nicotine comme insecticide.

## Fiche technique
Sauf indication contraire, les informations mentionnées dans cette section peuvent être confirmées par la base de données cinématographiques IMDb,  présente dans la section « Liens externes ».
- Titre original et français : Coffee and Cigarettes
- Réalisation et scénario : Jim Jarmusch
- Direction artistique : Laura Chariton et Tom Jarmusch
- Décors : Dan Bishop, Mark Friedberg et Tom Jarmusch
- Photographie : Tom DiCillo, Frederick Elmes, Ellen Kuras et Robby Müller
- Montage : Terry Katz, Melody London et Jay Rabinowitz
- Production : Jason Kliot, Demetra J. MacBride, Joana Vicente 
  - Coproduction : Gretchen McGowan et Stacey Smith
- Sociétés de production : Smokescreen Inc., en association avec  Asmik Ace Entertainment et BIM Distribuzione
- Sociétés de distribution : Metro-Goldwyn-Mayer (États-Unis), BAC Films (France)
- Pays d'origine :  États-Unis
- Langues originales : anglais et français
- Format : noir et blanc - 1.85:1 - 16 mm et 35 mm - son Dolby Digital / DTS
- Genre : comédie dramatique, anthologie, musical, film à sketches
- Durée : 95 minutes
- Dates de sortie[1] :
  - Italie : 5 septembre 2003 (Mostra de Venise)
  - France : 7 avril 2004
  - Suisse : 7 avril 2004 (Suisse romande)
  - États-Unis : 14 mai 2004 (sortie limitée) ; 11 juin 2004 (sortie nationale)

## Distribution

### Strange to Meet You
- Roberto Benigni (VF : Vincent Ropion) : Roberto
- Steven Wright (VF : Patrick Borg) : Steven

### Twins
- Joie Lee : Good Twin
- Cinqué Lee (VF : Daniel Lobé) : Evil Twin
- Steve Buscemi (VF : Vincent Ropion) : Danny

### Somewhere in California
- Iggy Pop (VF : Pierre Laurent) : Iggy
- Tom Waits (VF : Philippe Catoire) : Tom

### Those Things'll Kill Ya
- Joseph Rigano : Joe
- Vinny Vella : Vinny
- Vinny Vella Junior : Vinny Jr.

### Renée
- Renée French : Renée
- E. J. Rodriguez : le serveur

### No Problem
- Alex Descas (VF : Sidney Kotto) : Alex
- Isaac de Bankolé : Isaac

### Cousins
- Cate Blanchett (VF : Déborah Perret) (Cate) / (VF : Isabelle Gardien) (Shelly) : Cate / Shelly
- Michael Hogan : le serveur

### Jack Shows Meg His Tesla Coil
- Jack White (VF : Didier Cherbuy) : Jack
- Meg White : Meg

### Cousins?
- Alfred Molina (VF : Patrick Borg) : Alfred
- Steve Coogan (VF : Jean-Pol Brissart) : Steve
- Katy Hansz : Katy

### Delirium
- GZA (VF : Asto Montcho) : GZA
- RZA (VF : Xavier Fagnon) : RZA
- Bill Murray (VF : Bernard Métraux) : Bill

### Champagne
- William Rice (VF : Philippe Ogouz) : Bill
- Taylor Mead (VF : Roger Carel) : Taylor

## Production
En 1986, Jim Jarmusch est contacté par le Saturday Night Live pour réaliser un sketch. Il tourne alors Coffee and cigarettes avec Roberto Benigni et Steven Wright.
Les trois premières saynètes de ce film étaient auparavant sorties sous forme de courts-métrages :
- 1986 : Coffee and Cigarettes I, avec Roberto Benigni et Steven Wright
- 1989 : Coffee and Cigarettes II, avec Steve Buscemi et Cinqué Lee
- 1993 : Coffee and Cigarettes III, avec Tom Waits et Iggy Pop (qui reçoit la Palme d'or du court-métrage lors du festival de Cannes 1993)

Jim Jarmusch a ajouté régulièrement de nouveaux épisodes à cette « série », sans pour autant penser un jour à la regrouper en un long métrage. Le tournage s'est donc étalé entre 1986 et 2003, soit 17 ans.
Roberto Benigni s'est doublé lui-même dans la version italienne.

## Bande originale
La bande originale est composée de chansons de pop rock, jazz, funk, etc.
| Liste des titres | Liste des titres                   | Liste des titres                                                 | Liste des titres              | Liste des titres | Liste des titres | Liste des titres | Liste des titres | Liste des titres | Liste des titres |
| No               | Titre                              | Auteur                                                           | Interprètes                   | Durée            |                  |                  |                  |                  |                  |
| ---------------- | ---------------------------------- | ---------------------------------------------------------------- | ----------------------------- | ---------------- | ---------------- | ---------------- | ---------------- | ---------------- | ---------------- |
| 1.               | Louie Louie                        | Richard Berry                                                    | Richard Berry & The Pharoahs  | 2:08             |                  |                  |                  |                  |                  |
| 2.               | Nappy Dugout                       | Cordell Mosson, Garry Shider, George Clinton Jr.                 | Funkadelic                    | 4:32             |                  |                  |                  |                  |                  |
| 3.               | Crimson And Clover                 | Peter Lucia, Tommy James                                         | Tommy James and the Shondells | 5:23             |                  |                  |                  |                  |                  |
| 4.               | Down On The Street                 | Dave Alexander, James Osterberg, Ronald Asheton, Scott Asheton   | The Stooges                   | 3:42             |                  |                  |                  |                  |                  |
| 5.               | Nimblefoot Ska                     | Clement Dodd                                                     | The Skatalites                | 3:07             |                  |                  |                  |                  |                  |
| 6.               | Baden Baden                        | Milt Jackson, Raymond M. Brown                                   | The Modern Jazz Quartet       | 4:02             |                  |                  |                  |                  |                  |
| 7.               | Hanalei Moon                       | Bob Nelson                                                       | Jerry Byrd                    | 3:08             |                  |                  |                  |                  |                  |
| 8.               | Fantazia 3 In G Minor              | Henry Purcell                                                    | Fretwork                      | 2:27             |                  |                  |                  |                  |                  |
| 9.               | Enna Bella                         | Clement Dodd, Eric Morris                                        | Eric "Monty" Morris           | 1:57             |                  |                  |                  |                  |                  |
| 10.              | Saw Sage                           | Bart Hopkin, Darrell DeVore, Richard Waters, Tom Nunn, Tom Waits | C-SIDE & Tom Waits            | 5:25             |                  |                  |                  |                  |                  |
| 11.              | A Joyful Process                   | Bernie Worrell, George Clinton Jr.                               | Funkadelic                    | 6:15             |                  |                  |                  |                  |                  |
| 12.              | Louie Louie                        | Richard Berry                                                    | Iggy Pop                      | 3:48             |                  |                  |                  |                  |                  |
| 13.              | Ich Bin Der Welt Abhanden Gekommen | Gustav Mahler                                                    | Janet Baker                   | 6:45             |                  |                  |                  |                  |                  |
| 53:13            |                                    |                                                                  |                               |                  |                  |                  |                  |                  |                  |

## Autour du film
Le film est dédié à la mémoire de Joe Strummer, décédé en décembre 2002 ; celui-ci, proche de Jim Jarmusch, avait joué dans son film Mystery Train. Les bonus du DVD proposent par ailleurs le clip du morceau Midnight Jam de Joe Strummer and The Mescaleros, réalisé par Adam Bhala Lough.